# تيكس تايلور
تيكس تايلور (بالإنجليزية: Tex Taylor)‏ هو لاعب كرة القاعدة أمريكي، ولد في 1933م.